# Henriette Marie von Brandenburg-Schwedt

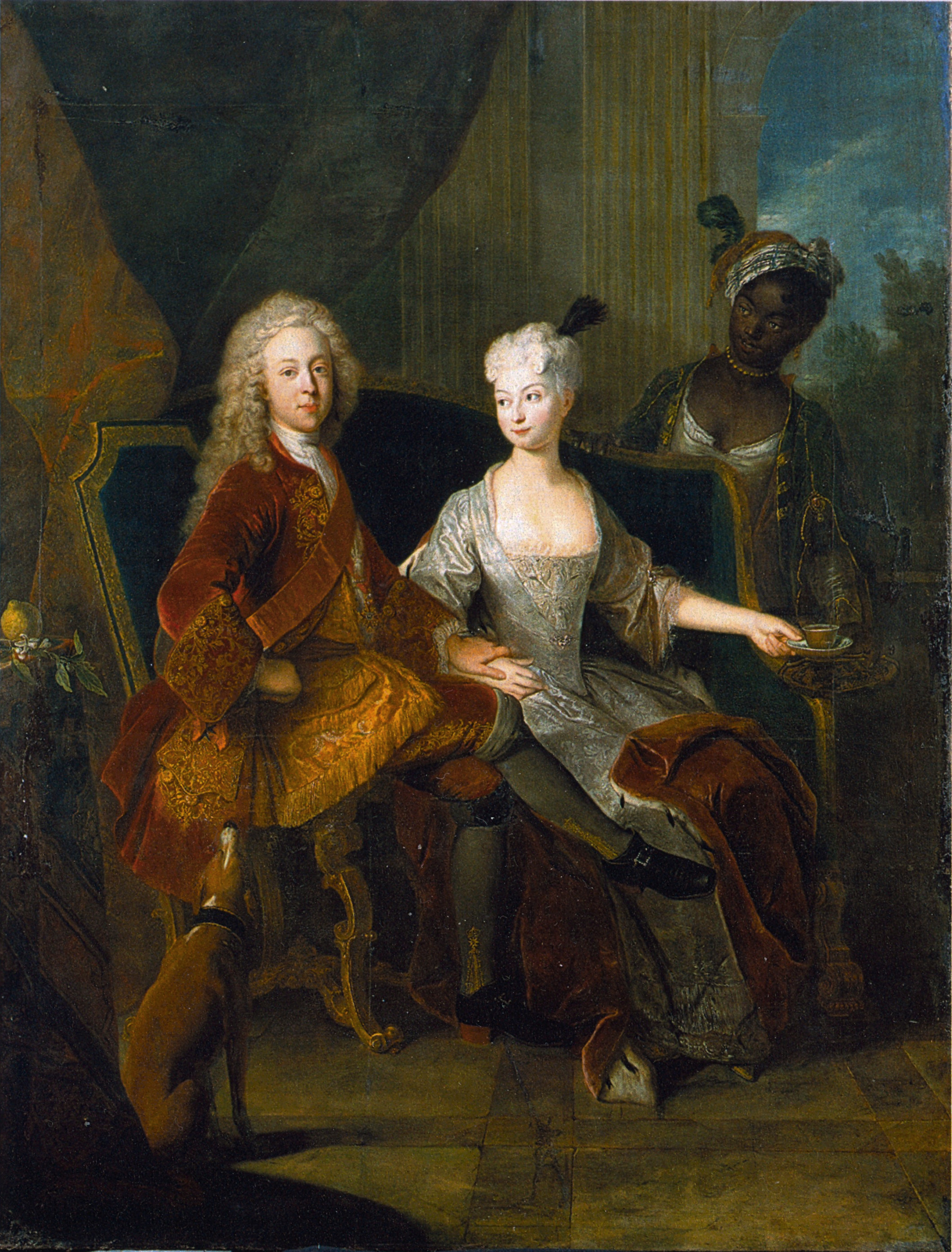
Henriette Marie von Brandenburg-Schwedt und Friedrich Ludwig von Württemberg (Gemälde von Antoine Pesne, um 1716)

Henriette Marie von Hohenzollern (* 2. März 1702 in wahrscheinlich Berlin; † 7. Mai 1782 auf Schloss Köpenick) war eine Enkelin des Großen Kurfürsten und die Tochter von Philipp Wilhelm von Brandenburg-Schwedt (1669–1711), des ersten Sohnes des Kurfürsten aus seiner zweiten Ehe mit Dorothea von Schleswig-Holstein-Sonderburg-Glücksburg. Ihre Mutter war Johanna Charlotte von Anhalt-Dessau (1682–1750), die Tochter von Johann Georg II. von Anhalt Dessau.

## Leben

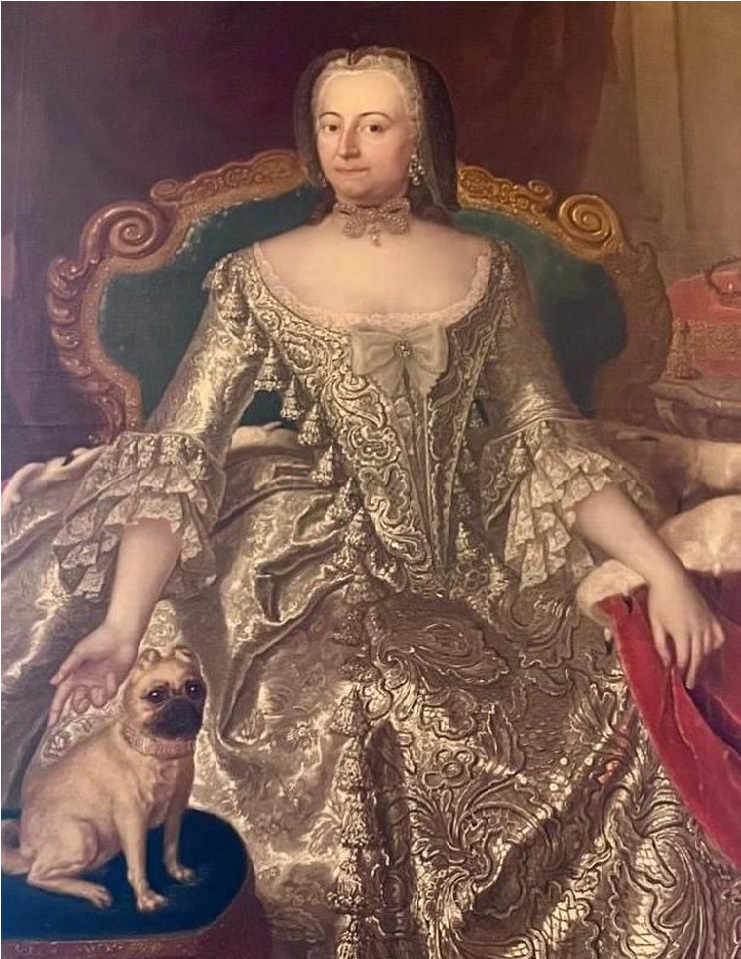
Henriette Marie von Brandenburg-Schwedt

Sie heiratete am 8. Dezember 1716 in Berlin Prinz Friedrich Ludwig von Württemberg (1698–1731), den einzigen Sohn Herzog Eberhard Ludwigs von Württemberg. Aus dieser Ehe gingen zwei Kinder hervor: Eberhard Friedrich (1718–1719) und Louise Friederike, verehelichte Herzogin zu Mecklenburg.
Ihr Ehemann kränkelte ab den 1720er Jahren und starb 1731 vor seinem Vater. Da der einzige Sohn der Ehe bereits als Kleinkind verstorben war, blieb für die junge Witwe kein Platz am Württemberger Hof, weshalb sie nach Brandenburg zurückkehrte.
Henriette Marie von Hohenzollern verstarb im 81. Lebensjahr im Köpenicker Schloss, wo sie ihre Witwenjahre von 1749 bis 1782 verbracht hat. Ihre Tochter stiftete ihrer Mutter eine Gedenkplatte in der Schlosskirche Köpenick. Sie ist aus schwarzem poliertem Marmor mit der goldenen Inschrift:
„Diese Gruft umschließt die verweslichen Überreste der Durchlauchtigsten Fürstinn u. Frau Henrietten Marien geborene Prinzessin von Preußen und Brandenburg vermählte Erbprinzessinn und Herzogin von Württemberg und Teck. Sie war geboren den II. März MDCCII vermählt den VIII Decem: MDCCXVI midt dem Erbprinzen Friedrich Ludwig von Württemberg. ward Witwe den XXIII Novem: MDCCXXXI entschlief in dem Herrn den VII May MDCCLXXXII. Dieses Denckmal setzet ihr ihre einzige Tochter Louise Friedericke Herzoginn zu Mecklenburg Schwerin, Geborene Herzogin v: Württemberg u: Teck.“
Die Inschrift ist an einer Sargattrappe angebracht, die Gruft befindet sich unter der Kapelle. Über der Inschrift ist auf der Attrappe die preußische Königskrone gesetzt, denn sie führte auch den Titel „Königliche Hoheit“, den sie von ihrem Onkel König Friedrich I. verliehen bekommen hatte. Da offenbar dies zur Zeit Friedrich II. nicht mehr gern akzeptiert wurde, kann dies ein versteckter Hinweis darauf sein.
Der Sarg mit der Mumie wurde Ende der 1960er Jahre mit Zustimmung des Hauses Hohenzollern eingeäschert und die ehemalige Gruft anderweitig genutzt. Die Urne wurde unter dem Epitaph beigesetzt.
Fontanes Schilderungen über ihr Leben haben zwar hohen Unterhaltungswert, kritische historische Forschungen vermitteln ein etwas anderes positiveres Lebensbild.